# Нанше
Нанше — шумерська богиня, особливо шанований в Лагаші.
Була божественним покровителем рибного лову та ворожіння. Гудеа з Лагашу направляв свою діяльність відповідно до її віщого керівництва. По одному з гімнів можна судити, що богиня дбала про соціальну справедливість.